# 円板状エリテマトーデス
円板状エリテマトーデス（えんばんじょうエリテマトーデス、円板状紅斑性狼瘡、英: discoid lupus erythematosus：DLE）または慢性円板状エリテマトーデスとは、日光露出部である頭部、顔面、四肢などに好発する原因不明の皮膚疾患であり類円形ないし不整形の鱗屑を伴う紅斑（円板状疹、ディスコイド疹）を特徴とする。全身性エリテマトーデス（SLE）と異なり皮膚症状のみ出現する皮膚限局性エリテマトーデス（CLE）の1つであり全身の臓器障害は見られないが、一部SLEへ移行する場合がある。

## 症状
DLEでは日光露出部に境界明瞭で毛孔開大を伴う類円形ないし不整形の紅色局面が多発する。頭皮にかかる場合には、その部位の脱毛をきたす。また、外傷や虫刺などにより新たな皮疹が出現することがある。DLEの皮膚病変は治癒過程で色素沈着ないし色素脱失、萎縮を生じ、瘢痕を残す。

## 診断・病理

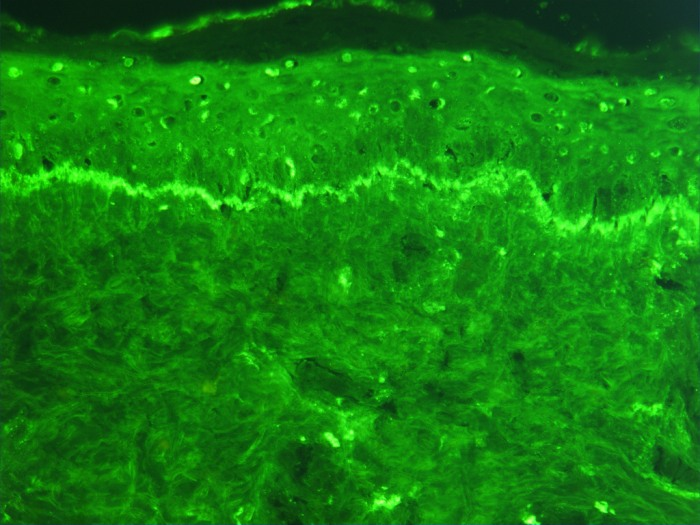
ループスバンドテスト陽性例（基底膜の沈着を認める）

DLEの診断は皮膚の一部を切り抜く皮膚生検により確定する。生検組織の病理は表皮基底層の空胞変性と基底膜の肥厚、角質の増殖および角栓形成、真皮血管・付属器周囲の密なリンパ球浸潤を認める。蛍光抗体直接法では基底膜に免疫グロブリンの線状沈着を認める（ループスバンドテスト陽性）。

## 経過
基本的にDLEの生命予後は良好であるが、個別の皮疹はステロイド外用に抵抗性であることが多い。長期間遷延するような病変では、稀に有棘細胞癌が発生することがあり、DLEの経過中に生じた隆起性病変に対してはこれを疑い皮膚生検が検討される。

## 治療
日光が症状を増悪させるので、日焼け止めを塗ることが予防となる。治療としては、ステロイド外用やタクロリムス外用が行われる。皮膚症状がDLE様であってもSLEを合併する場合には経口ステロイドなどの全身療法が必要である。また、内服薬ではヒドロキシクロロキンなどのマラリア治療薬が皮膚症状に有効であり、欧米では第１選択薬の一つである。以前は保険適応がなかったが、2015年に日本でも承認された。ヒドロキシクロロキンの長期間の効果としては半数弱の人に有効であり、残りの半分は経口ステロイド薬等が必要になる。